# Georges Thomas (homme politique)
Pour les articles homonymes, voir Georges Thomas et Thomas.
Georges Thomas, né le 6 novembre 1909 à Dannelbourg en Moselle et mort le 31 octobre 2004 à Sarrebourg, est un homme politique français.

## Détail des fonctions et des mandats
Mandats parlementaires
- 30 novembre 1958 - 9 octobre 1962 : Député de la 8e circonscription de la Moselle
- 5 mars 1967 - 30 mai 1968 : Député de la 8e circonscription de la Moselle